# 2. deild Wysp Owczych (2012)
W roku 2012 odbyła się 19. edycja 2. deild Wysp Owczych – trzeciej ligi piłki nożnej Wysp Owczych. W rozgrywkach wzięło udział 10 klubów z całego archipelagu. Drużyny z pierwszego i drugiego miejsca uzyskały prawo gry w 1. deild - drugim poziomie ligowym na archipelagu. W sezonie 2012 były to: B36 II Tórshavn oraz TB II Tvøroyri.

## Uczestnicy
| Uczestnicy 2. deild Wysp Owczych 2011                                                                         | Uczestnicy 2. deild Wysp Owczych 2011 | Uczestnicy 2. deild Wysp Owczych 2011 | Uczestnicy 2. deild Wysp Owczych 2011 |
| --- | ------------------------------------- | ------------------------------------- | ------------------------------------- |
| B36II | B36 II Tórshavn                       | 3                                     |                                       |
| UFF | Undrið FF                             | 4                                     |                                       |
| Royn | Royn Hvalba                           | 5                                     |                                       |
| FCSII | FC II Suðuroy                         | 6                                     |                                       |
| ABII | AB II Argir                           | 7                                     |                                       |
| TB II | TB II Tvøroyri                        | 8                                     |                                       |
| ÍF II | ÍF II Fuglafjørður                    | 9                                     |                                       |
| Spadek z 1. deild Wysp Owczych 2011                                                                           |                                       |                                       |                                       |
| 07II | 07 II Vestur                          | 10                                    |                                       |
| Awans z 3. deild Wysp Owczych 2011                                                                            |                                       |                                       |                                       |
| SKÁII | Skála ÍF II                           |                                       |                                       |
| Nowi uczestnicy                                                                                               |                                       |                                       |                                       |
| G/H | FF Giza/FC Hoyvík                     |                                       |                                       |
| Oznaczenia: - kolumna pierwsza – skróty nazw drużyn, - kolumna trzecia – miejsce zajęte w poprzednim sezonie. |                                       |                                       |                                       |

## Tabela ligowa
| Lp. | Drużyna             | M  | Z  | R | P  | Bramki | Bramki | Różn. | Pkt | Uwagi              |
| --- | ------------------- | -- | -- | - | -- | ------ | ------ | ----- | --- | ------------------ |
| 1   | B36 II Tórshavn (A) | 18 | 13 | 4 | 1  | 71     | 18     | +53   | 43  | Awans do 1. deild  |
| 2   | TB II Tvøroyri (A)  | 18 | 13 | 1 | 4  | 72     | 29     | +43   | 40  | Awans do 1. deild  |
| 3   | FF Giza/FC Hoyvík   | 18 | 12 | 4 | 2  | 64     | 33     | +31   | 40  |                    |
| 4   | Undrið FF           | 18 | 12 | 1 | 5  | 54     | 23     | +31   | 37  |                    |
| 5   | FC II Suðuroy       | 18 | 8  | 1 | 9  | 41     | 65     | −24   | 25  |                    |
| 6   | AB II Argir         | 18 | 6  | 3 | 9  | 46     | 46     | 0     | 21  |                    |
| 7   | ÍF II Fuglafjørður  | 18 | 6  | 0 | 12 | 49     | 54     | −5    | 18  |                    |
| 8   | Skála ÍF II         | 18 | 6  | 0 | 12 | 28     | 75     | −47   | 18  |                    |
| 9   | Royn Hvalba (S)     | 18 | 5  | 2 | 11 | 31     | 59     | −28   | 17  | Spadek do 3. deild |
| 10  | 07 II Vestur1 (S)   | 18 | 1  | 0 | 17 | 15     | 69     | −54   | 0   | Spadek do 3. deild |

1 07 II Vestur otrzymał karę 3 punktów za oddanie walkowerem wszystkich meczów po piętnastej kolejce.